# Port d'Aiwo
Le port d'Aiwo est le principal port maritime de  l'île de Nauru, il est situé dans le district d'Aiwo.

## Caractéristiques
Le port d'Aiwo est situé sur la côte Ouest de Nauru, dans le district d'Aiwo concentrant la majeure partie des infrastructures de transformation du phosphate de l'île. Il est entouré au nord par les logements des employés étrangers de la RONPhos et au sud par deux structures cantilever. À l'est se trouvent les usines de transformation du phosphate. 

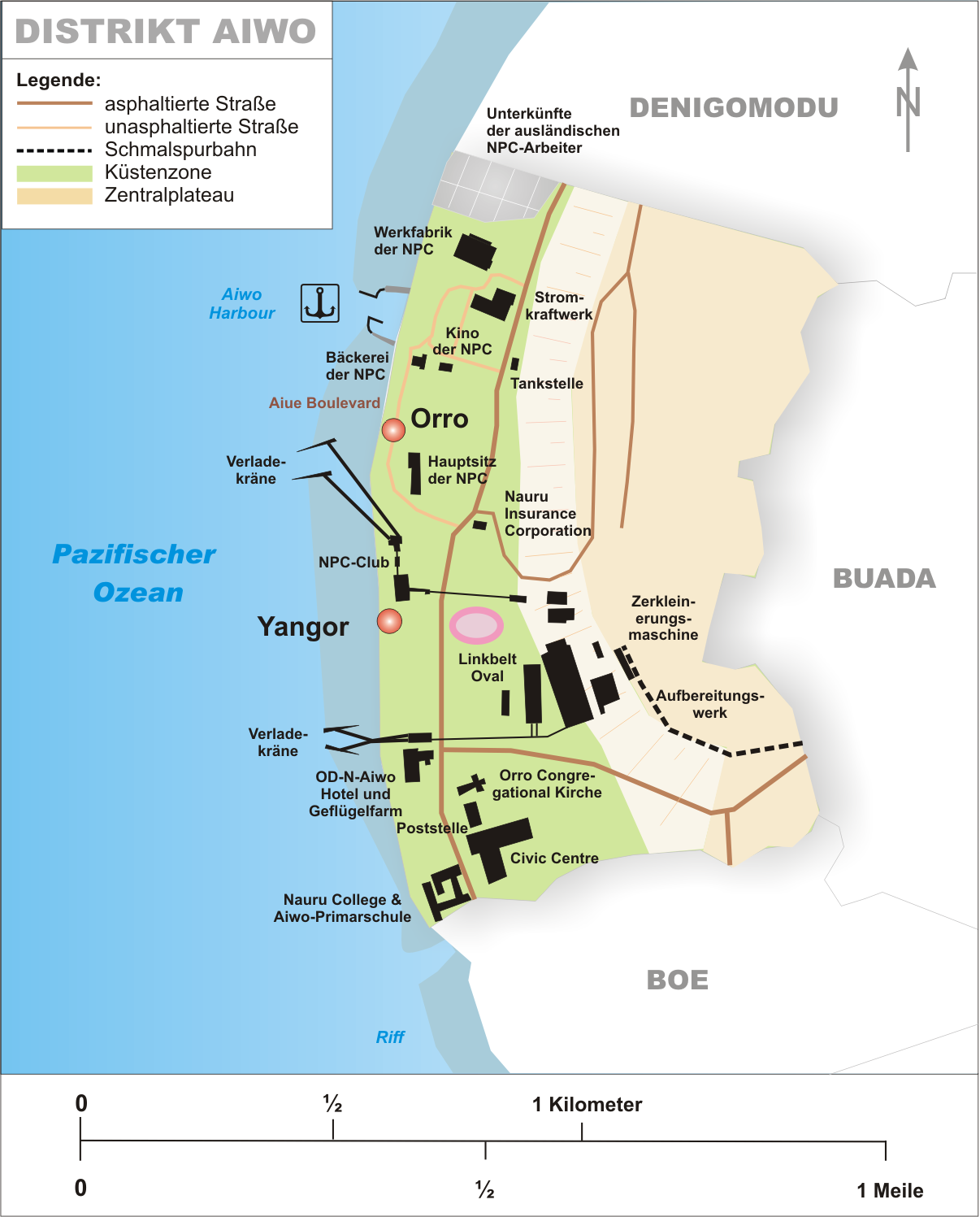
Carte du district d'Aiwo avec le port d'Aiwo.

Le port est constitué d'un bassin creusé dans le lagon de l'île protégé par deux brise-lames. La mise à l'eau des barques et petits bateaux se fait au moyen d'une rampe. Il comprend aussi un terminal pour les phosphatiers constitué de deux structures cantilever amenant directement aux navires le phosphate par bandes transporteuses depuis l'usine de raffinement. La paire de cantilever sud, plus ancienne est désaffecté, seul l'un des bras des cantilevers nord dont la construction a débuté en 1957 est en état de fonctionnement, l'autre ayant été endommagé lors d'une émeute. Le carburant livré sur l'île passe aussi par cette structure via un tube qui l'emmène directement dans les réservoirs d'hydrocarbures de Nauru..
Le port est également utilisé par des pêcheurs qui y stationnent leurs barques.
Lorsque les vents d'ouest soufflent trop fort, l'entrée ou la sortie du port pour les embarcations des pêcheurs et le déchargement des cargos peuvent devenir délicats voire impossibles ce qui est l'une des raisons pour lesquelles le port d'Anibare situé à l'autre extrémité de l'île a été construit en 2000.

## Histoire

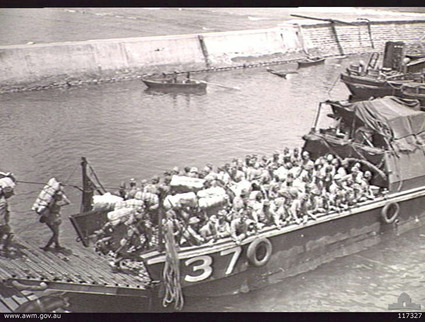
Les prisonniers de guerre japonais évacués de Nauru en 1945 après la libération de l'île

Le port d'Aiwo est construit en 1904 par la Pacific Phosphate Company la compagnie possédant à l'époque  des droits d'exploitation du phosphate. Le lagon de Nauru est alors creusé à la main afin de former un bassin protégé par deux brise-lames et muni d'une rampe de mise à l'eau. Quatre barges déplacées par deux remorqueurs appartenant à la Pacific Island Company permettaient aux cargos de décharger la nourriture et les équipements sur l'île, une méthode de chargement et de déchargement encore en usage de nos jours. Avant 1930, date de la construction des premières structures en cantilever, le phosphate était aussi chargé de cette manière sur le minéraliers stationnant en eaux profondes. En 1940, les Allemands bombardent l'île, endommageant sévèrement les infrastructures du port, il faut dix semaines pour réparer les dégâts.

### Source
- (en) Secretariat of the Pacific Community - Rapport de Terrain n°28, pages 4 et 5